# 교황 마르티노 5세
교황 마르티노 5세(라틴어: Martinus PP. V, 이탈리아어: Papa Martino V)는 제206대 교황(재위: 1417년 11월 11일 - 1431년 2월 20일)이다. 본명은 오도네 콜론나(이탈리아어: Oddone Colonna)이다. 그의 선출로 서구 대이교(1378–1417)가 사실상 종식되었다.

## 약력
그는 제나차노 태생으로 1369년 1월 26일에서 2월 20일 사이에 아가피토 콜론나와 카테리나 콘티의 아들로 태어났다. 그는 로마에서 가장 오래된 명문 집안 중 하나인 콜론나 가문에 속한 사람이다. 그의 형제 조르다노는 살레르노와 베노사의 공작이 되었으며, 누이 파올라는 1441년에서 1445년 사이에 피옴비노 공작 부인이 되었다.
파비아 대학교에서 법학을 전공한 오도네는 교황 우르바노 6세에 의해 교황청 서기장으로 등용되었으며, 1405년에는 교황 인노첸시오 7세에 의해 산 조르조 알 벨라브로 성당의 부제급 추기경에 서임되었다.
1409년 대립교황 알렉산데르 5세의 지지자였던 그는 피사 공의회에 참석했다. 나중에 그는 대립교황 알렉산데르의 후계자인 대립교황 요한 23세에게도 역시 충성을 맹세했는데, 그 덕분에 그의 가문은 몇 가지 특혜를 받을 수 있었다. 오도네 자신도 토디와 오르비에토, 페루자, 움브리아의 교황 대리라는 자리를 받았다. 1411년 그는 교황 그레고리오 12세에 의해 파문되었다. 오도네는 대립교황 요한의 수행원들과 함께 콘스탄츠 공의회에 참석했으며, 1415년 3월 21일 샤프하우젠에서 그를 따라 탈출하였다. 그렇지만 나중에 그는 콘스탄츠로 돌아와서 대립교황 요한의 폐위 선언으로 이어지는 일련의 과정에 참여했다.

## 재위기간

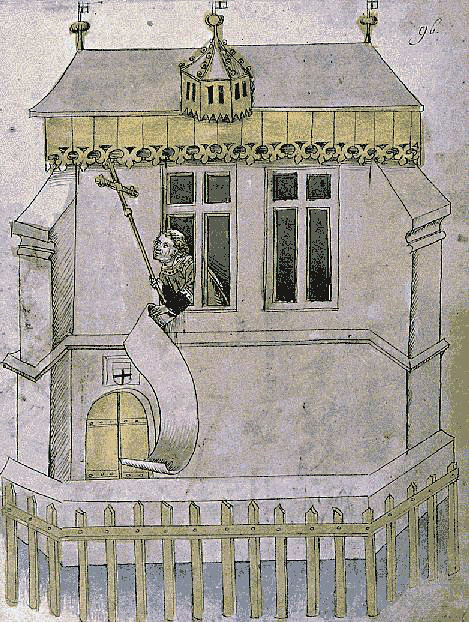
교황 마르티노 5세의 선출

### 교황 선출
1415년 대립교황 요한 23세가 폐위된 후, 콘스탄츠 공의회는 서로 자신이 진정한 교황이라고 주장한 교황 그레고리오 12세(1406–1415)와 대립교황 베네딕토 13세(1394–1423)로 오랫동안 양분되어 있는 사태를 끝내기로 하였다. 마르티노 5세는 1417년 11월 11일 성 마르티노 축일에 콘스탄츠 공의회에서 추기경 23명과 공의회 대표 30명으로 구성된 콘클라베에서 교황으로 선출되었다. 당시 그의 나이는 48살이었다. 그는 1417년 11월 13일 토요일에 사제 서품을 받았으며, 다음날에는 주교 서품을 받았다.
마르티노 5세는 1418년 5월 공의회가 폐막된 날에 콘스탄츠를 떠났으나 서둘러 로마에 입성하지 않고 시간을 두고 천천히 이탈리아 각 지역을 순방하다가 피렌체에서 오랜 시간을 보냈다. 그동안 로마에서는 무치오 아텐돌로 휘하에서 브라초 다 몬토네와 싸운 그의 형제 조르다노가 대신 통치하고 있었다. 그 당시 교황은 로마와 그 인근 지역만 통치하고 있었다. 로마냐와 마르케 지방의 대부분에서는 지역 영주들이 명목만 교황 대리라는 이름으로 남아있을 뿐, 사실상 세습 군주로 자리잡고 있었고 움브리아와 볼로냐는 독립된 행정구역이었다. 특히 마르티노 5세는 포를리의 조르조 오르델라피와 이몰라의 루도비코 알리도시, 리미니의 말라테스타 4세 말라테스타, 스폴레토의 구이단토니오 다 몬테펠트로를 파문했는데, 나중에 귀난토니오 다 몬테펠트로는 교황의 조카 카테리나 콜론나와 혼인하게 된다.
마르티노 5세는 조반나 2세를 나폴리의 여왕으로 인정하는 대가로 베네벤토를 반환받아 자신의 가문 사람들에게 영지를 골고루 나누어 주었다. 또한 당시 로마에 상주하던 나폴리 군대의 철수에 대해 동의를 얻어 무치오 아텐돌로 군대를 로마에서 철수시켰다.
피렌체에 장기간 체류한 마르티노 5세는 1420년 9월 28일이 되어서야 로마에 입성하였다. 교황의 로마 귀환은 교황직과 교황령을 위하여 대단히 중요한 일이었다. 그는 즉시 교황직의 위세를 회복시키는데 진력하여, 질서를 확립하고 황폐해진 성당들과 궁전들, 다리들, 기타 공공 건축물들의 복구를 지시했다. 로마의 재건 사업을 위해 그는 토스카나 지역의 몇몇 유명한 예술가들을 고용했는데, 이는 로마 르네상스의 토대를 마련하였다.
신성 로마 제국과 잉글랜드, 프랑스, 스페인 등 공의회에 참석한 나라들이 자신들의 개혁안을 밀어붙이자 마르티노 5세는 그들의 개혁안이 교회와 각 나라들의 개별 협약에 대한 부분이 대부분 애매모호하고 현실과 동떨어진 내용이 많다는 이유로 자신의 개혁안을 내놓아 맞불을 놓고 최종적으로 협상 절차에 들어갔다.

### 후스 전쟁
1415년까지 보헤미아의 정세는 혼란스러운 상태였고, 콘스탄츠 공의회에서도 이를 주제로 많은 논의가 이루어졌다. 얀 후스의 지지자들은 평신도의 양형 영성체를 도입하였다. 공의회는 보헤미아 정부와 교회 당국자들에 그들이 이단성을 띄고 있다고 경고하는 내용의 서찰을 보냈다. 보헤미아와 모라비아의 귀족들은 후스에 대한 판결이 부당하며, 이는 자신들의 나라에 모욕적이라고 주장하면서 주교들의 이단죄 고발로부터 보호하겠다고 천명했다. 프라하는 후스의 변호사 얀 예세니체의 피신처가 되어주었다는 이유로 도시 전체에 성무정지령이 내려졌다. 베긴회는 종교의 자유에 대한 보헤미아의 명성을 듣고 매료되어 방문했다.
1419년 보헤미아 왕 바츨라프 4세는 왕국의 혼란을 막기 위해 쫓겨난 모든 가톨릭 수익자가 자신들의 지위와 수익을 복귀해야 한다는 명령을 내렸다. 프라하는 무력 저항을 준비했다. 보헤미아 남부의 귀족인 트로즈노프의 지슈카의 지휘 아래 얀 예세니체가 한 무리를 이끌고 시청을 급습했다. 이 때 건물 안에 있던 사람들은 전부 창 밖으로 내던져져 밖에 있던 사람들의 창칼 위로 떨어져 몸이 꿰뚫려 죽고 말았다. 반면에 쿠텐베르크에서는 수백 명의 후스파 사람들이 붙잡혀 광부들에 의해 폐광한 은광으로 내던져졌다. 바츨라프 4세 왕은 생전에 모든 반역자를 처단하기로 맹세했으나 1419년 8월에 뇌졸중으로 사망했다. 그 다음 달에는 보헤미아 곳곳에 폭력 사태가 일어나 많은 시민들, 특히 독일인들이 피난길에 올랐다.
바츨라프 4세에 이어 그의 형인 독일의 왕 겸 헝가리 왕인 지기스문트가 보헤미아 왕위를 계승해 질서 회복에 나섰다. 1420년 3월 1일 교황 마르티노 5세는 위클리프파와 후스파 그리고 그 밖의 이단자들을 진압하기 위한 십자군 원정에 나서도록 모든 그리스도인의 일치를 호소하는 칙서를 반포했다.

### 십자군
버튼 마틴에 의하면, 마르티노 5세는 1418년 노예 무역과 관련하여 아프리카에 대한 십자군 원정을 승인했다고 한다.
마르티노 5세는 1420년에 십자군 원정을 두 차례 선포했다. 첫 번째는 앞서 말했다시피 보헤미아의 이단자들을 진압하기 위함이었다. 두 번째는 오스만 제국의 팽창을 저지하기 위함이었다. 이를 위해 그는 1419년-1420년에 오스만 제국의 위협을 받고 있던 동로마 제국의 황제 마누일 2세 팔레올로고스와 외교적 접촉을 하였다. 1420년 7월 12일 교황은 오스만 제국에 맞서 로마왕 지기스문트가 이끌 십자군 운동에 동참하는 사람에게는 대사를 수여하기로 결정하였다.

### 브라치오 다 몬토네와의 전쟁
1423년부터 마르티노 5세의 주요 관심사는 브라치오 다 몬토네에 맞서 재개된 전쟁이었다. 이듬해인 1424년 6월 2일 라퀼라 전투에서 자코모 칼도라와 프란체스코 스포르차가 이끈 교황령-나폴리 연합군이 브라치오 다 몬토네의 군대를 무찔렀다. 브라치오는 며칠 후에 사망했다.
같은 해, 마르티노 5세는 볼로냐를 획득했는데, 이 때부터 볼로냐의 재정은 교황청 회계 담당자의 소관이 되었다. 또한 그는 브라치오 다 몬토네를 교황 대리로 인정하는 전제로 그와의 전쟁을 끝냈으며, 폐위당한 대립교황 요한 23세와도 화해하여 그에게 투스쿨룸의 추기경 칭호를 내렸다.

### 연금 계약
교회법은 대출금에 대한 이자를 금지했다. 이것을 피하기 위해 연금보험을 지급했고, 그 결과 이자는 지불했지만 명목상으로는 이자가 아니었다. 연금 계약의 합법성에 대한 분쟁은 1423년 마르티노 5세 이전에 이미 제기되었다. 구매한 연금 수령권은 합법적이었으며, 판매의 선택에 따라 환급이 가능했다. 연금 제도가 합법화되자 상업 분야에서 널리 이용되었다. 각 시 정부는 시민들로부터 대출금을 강제적으로 높이기 위해 연금 제도를 이용하기도 했다.

### 파비아-시에나 공의회
차기 공의회는 5년 후에 열어야 한다는 콘스탄츠 공의회의 결정에 따라, 마르티노 5세는 1423년 4월 23일 파비아에서 공의회를 개최키로 하고, 자신을 대리해 회의를 주재할 사절을 현지에 파견했다. 하지만 개회식 참석자는 대수도원장 2명뿐이었다. 시간이 지나면서 몇 사람이 더 도착했지만 그 수가 25명을 넘지 않았다. 설상가상으로 전염병이 파비아를 덮쳤다. 그러자 마르티노 5세는 공의회 장소를 이탈리아 중부 시에나로 옮겼다. 이번에는 공의회 우위설을 내세우는 다수파와 교황권을 옹호하는 소수파 사이에 논쟁이 벌어지면서 회의가 흐지부지되는 상황이 발생했다. 결국 파비아-시에나 공의회는 프레쿠엔스 규정에 따라 다음 공의회를 7년 후인 1431년 바젤에서 열기로 하고 11개월 만에 해산했다. 마르티노 5세는 공의회 우위설을 지지하는 쪽이 아니어서 바젤 공의회 개최에 대해서도 마뜩잖았다. 하지만 공의회 소집일이 다가오면서 규정대로 공의회를 개최하라는 압박이 점점 심해졌다. 마르티노 5세는 하는 수 없이 줄리아노 체사리니 추기경을 공의회 의장으로 임명하는 등 조치를 취했으나 공의회가 열리기 직전에 선종했다.

## 죽음
마르티노 5세는 1431년 2월 20일 뇌졸중으로 인해 향년 62세의 나이에 로마에서 선종했다. 그의 유해는 산 조반니 인 라테라노 대성전에 안장되었다.

## 같이 보기
- 교황 목록